# 시바바
시바바는 개구리 중사 케로로에 나오는 등장인물로 개구리 중사 케로로의 영화판인 케로로 더 무비: 케로로 vs 케로로 천공대결전에 나오는 인물이다. 다크케로로 소대에 소속되어 있는 케론인이며 계급은 공식적으로 밝혀지지 않았다.

## 특징
서유기에서 등장하는 손오공과 비슷한 위치에 있는 인물로 여의봉과 서유기의 손오공에 구름역할을 하는 이동수단을 만들어 타기도 한다. 여의봉을 통한 기술도 시전이 가능하며 분노하면 주변에서의 파장이 매우 커진다. 개구리 중사 케로로가 지구에 도착하기 이전인 모습을 담은 케로로 극장판 4기 번외- 케로제로, 출발이야! 전원 집합편에서 케로로에 열광하며 응원하는 대원단으로 잠시 등장하기도 하였다.

## 기타
시바바는 처음엔 자신의 소대에 대장인 다크케로로의 지시에 철저히 잘따랐으나 작중의 후반부로 갈수록 변하였으며 쉬지 않고 계속 명령하느라 이래라 저래라하는데 자신의 대장에 관한 불신이 있었고 후반부엔 자신이 대장이라고 불르던 다크 케로로에게 반어는 기본이고 다크 케로로에게 회의를 가지기도 했다. 다크케로로 소대에서 전투력은 상당하며 도루루와 함께 다크케로로 소대의 싸움전력에 큰 비중을 차지하기도 한다. 타마마 임팩트를 정확히 피하고 역습을 타마마에 가하는 등으로 전투력이 높다.